# Pedro Acuña y Avellaneda
Pedro Acuña y Avellaneda (Aranda de Duero, 1505- Aranda de Duero, 4 de septiembre de 1555) fue un religioso español.

## Biografía

### Familia y formación
Hijo de Martín Vázquez de Acuña e Isabel de Avellaneda, nació en la localidad burgalesa de Aranda de Duero en 1505. Estudió en el Colegio Mayor de San Bartolomé de la Universidad de Salamanca, donde se graduó de licenciado en leyes, y obtuvo, también allí, la cátedra de Instituta. Marchó de allí para ser oidor de la Real Chancillería de Valladolid y pasó después a los Consejo de las Órdenes y al de la Suprema Inquisición.

### Episcopado
Le presentaron en 1548 para el obispado de Astorga, de cuyo cargo tomó posesión por procurador el 11 de julio de ese mismo año, haciendo la entrada el 3 de septiembre. Al año siguiente, de camino al Concilio de Trento, Francisco I lo hizo detener en Francia, a causa de las disensiones con el monarca de España. Fue puesto en libertad, no obstante, y continuó su viaje; de esta manera, pudo asistir a las sesiones del 11 de octubre de 1551 y a la del 25 de noviembre de ese mismo año. Protestó por la nueva suspensión del concilio.
De vuelta a su iglesia, celebró un sínodo diocesano en julio de 1553 y le dictó al obispado nuevas constituciones, lo que dio lugar a ciertas disensiones con el cabildo. A raíz de este desentendimiento, regresó a su tierra natal con el fin de fundar un colegio en el convento de San Francisco. En su obra se hallaba cuando le sorprendió la muerte.

### Fallecimiento
Falleció, pues, el 4 de septiembre de 1555, y se le dio sepultura en el panteón familiar sito en ese mismo convento.